# Vân Khánh (xã)
Vân Khánh là một xã thuộc tỉnh An Giang, Việt Nam.

## Địa lý
Xã Vân Khánh có vị trí địa lý:
- Phía đông giáp thị trấn Thứ Mười Một và xã Đông Hưng
- Phía tây giáp Vịnh Thái Lan
- Phía nam giáp xã Vân Khánh Tây
- Phía bắc giáp xã Vân Khánh Đông.

Xã Vân Khánh có diện tích 48,39 km², dân số năm 2020 là 10.772 người, mật độ dân số đạt 223 người/km².

## Hành chính
Xã Vân Khánh được chia thành 6 ấp: Kim Qui A, Kim Qui B, Kinh Năm, Mương Đào A, Mương Đào B, Mương Đào C.

## Lịch sử
Trước đây, Vân Khánh là một xã thuộc huyện An Biên.
Ngày 17 tháng 2 năm 1979, Hội đồng Chính phủ ban hành Quyết định 50-CP về việc chia xã Vân Khánh thành 2 xã lấy tên là xã Vân Khánh Đông và xã Khánh Vân.
Ngày 13 tháng 1 năm 1986, Hội đồng Bộ trưởng ban hành Quyết định 07-HĐBT về việc chuyển xã Vân Khánh của huyện An Biên về huyện An Minh mới thành lập quản lý.
Ngày 14 tháng 11 năm 2001, Chính phủ ban hành Nghị định số 84/2001/NĐ-CP về việc:
- Thành lập xã Vân Khánh Đông trên cơ sở 4.001 ha diện tích tự nhiên và 7.169 người xã Vân Khánh
- Thành lập xã Vân Khánh Tây trên cơ sở 4.641 ha diện tích tự nhiên và 6.339 người của xã Vân Khánh.

Sau khi điều chỉnh địa giới hành chính để thành lập 2 xã Vân Khánh Đông và Vân Khánh Tây, xã Vân Khánh còn lại 6.240 ha diện tích tự nhiên và 10.263 nhân khẩu.